# Sandro López
Sandro Luis López Olmos (Rosario, 26 de octubre de 1967) es un deportista argentino que compitió en judo. Ganó dos medallas en el Campeonato Panamericano de Judo en los años 1988 y 1990.
Participó en tres Juegos Olímpicos de Verano, su mejor actuación fue un decimoséptimo puesto logrado en Barcelona 1992 en la categoría de –86 kg.

## Palmarés internacional
| Campeonato Panamericano | Campeonato Panamericano  | Campeonato Panamericano | Campeonato Panamericano |
| Año                     | Lugar                    | Medalla                 | Categoría               |
| ----------------------- | ------------------------ | ----------------------- | ----------------------- |
| 1988                    | Buenos Aires (Argentina) | Medalla de oro          | –86 kg                  |
| 1990                    | Caracas (Venezuela)      | Medalla de bronce       | –86 kg                  |